# Heermannmöwe
Die Heermannmöwe (Larus heermanni) ist eine Vogelart innerhalb der Möwen (Larinae). Die mittelgroße Möwe brütet in wenigen Kolonien vor allem auf Inseln im Golf von Kalifornien. Die Bestände der monotypischen Art sind zurzeit stabil, auf Grund der wenigen und gefährdet erscheinenden Brutkolonien ist sie jedoch von der IUCN als NT (= Near Threatened, „Vorwarnliste“) eingestuft. Benannt wurde die Art nach dem nordamerikanischen Arzt und Naturforscher Adolphus Lewis Heermann.
Früher nahm man aufgrund mehrerer morphologischer Ähnlichkeiten an, dass die Herrmannmöwe nahe mit der an einigen Salaren des Altiplanos brütenden Graumöwe (Larus modestus) verwandt sei. Genetische Befunde unterstützen dies nicht und legen eine konvergente Entwicklung nahe. Demnach steht die Heermannmöwe weiterhin in der Gattung Larus, die Graumöwe wird hingegen in die Gattung Leucophaeus gestellt.

## Aussehen
Die Heermannmöwe ist mit einer durchschnittlichen Körperlänge von etwa 50 Zentimetern etwas kleiner als eine Silbermöwe. Auf Grund ihres mehrheitlich grauen Gefieders und der dunkel schiefergrauen Beine ist die Art in ihrem Verbreitungsgebiet unverwechselbar. Im Brutkleid, etwa zwischen Februar und Juli, sind Kopf, Nacken und Kehle rein weiß gefärbt; Schulter, Brust und die gesamte Unterseite sind meist schiefergrau, zuweilen mit bräunlichen Farbtönen vermischt; ältere Vögel können auf der Unterseite fast weiß sein. Das Obergefieder ist dunkler, vor allem die Arm- und Handschwingen sind dunkelgrau oder dunkel graubraun. Die schwarzen Steuerfedern haben ein sehr feines weißes Terminalband. Der recht mächtige Schnabel ist korallenrot und endet in einer schwarzen Spitze. Die Beine sind dunkel schiefergrau, die Iris ist dunkelbraun. Außerhalb der Brutzeit weisen die Vögel eine nahezu einheitliche graue Gefiederfärbung auf, Kopf und Nacken sind jedoch deutlich weiß-grau gesprenkelt.

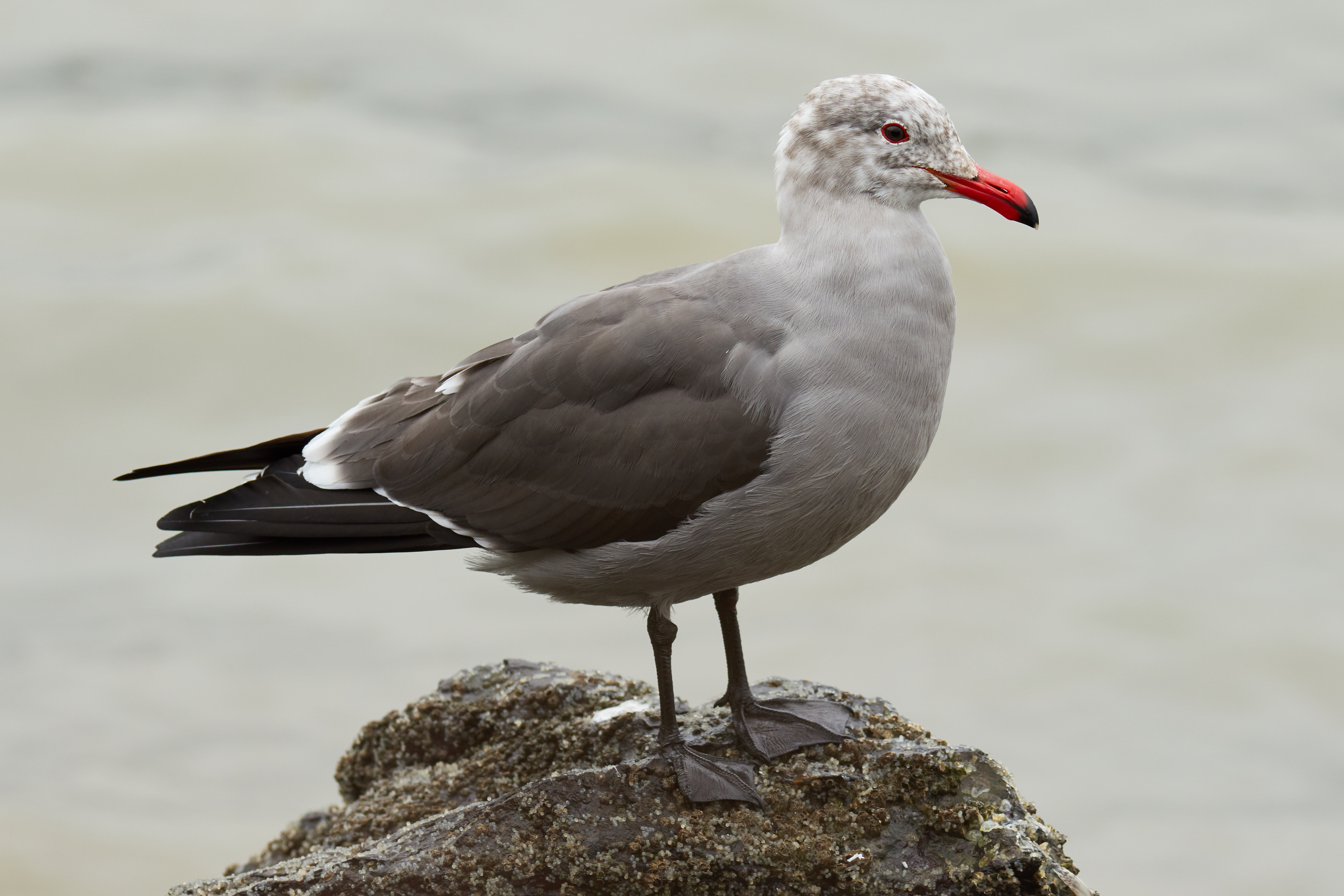
Adulte Heermannmöwe im Ruhekleid

Die Geschlechter unterscheiden sich in der Färbung nicht, Männchen sind allerdings im Durchschnitt etwas größer und auch mit bis zu 640 Gramm etwas schwerer als die Weibchen. Das Jugendgefieder ähnelt dem Winterkleid, weist aber stärkere Braunanteile auf. Der Schnabel juveniler Heermannmöwen ist ebenfalls zweifarbig, die Basis ist aber fleischfarben und nicht leuchtend rot.

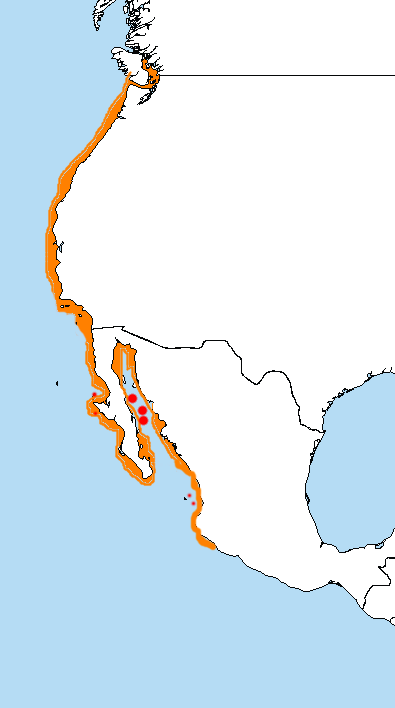
Rote Punkte: Brutkolonien
Orange:Außerbrutzeitliches Vorkommen, Jungvögel und Nichtbrüter

## Verbreitung und Lebensraum
Die Heermannmöwe brütet auf einigen kleinen Inseln im Golf von Kalifornien, beziehungsweise auf Inseln, die Mexiko und Niederkalifornien vorgelagert sind. Die mit Abstand größte Brutkolonie befindet sich auf der Isla Rasa, einem nur 56 Hektar großen, spärlich bewachsenen, ariden Eiland im Golf von Kalifornien, auf dem über 90 Prozent des Gesamtweltbestandes dieser Möwenart brüten. Außerhalb der Brutzeit zieht die Art der Küste entlang nordwärts etwa bis Vancouver Island und wandert im Lauf des Winters wieder nach Süden, den Brutplätzen entgegen. Die meiste Zeit verbringen die Möwen in großen Scharen und häufig mit anderen Meeresvögeln wie Pelikanen, Kormoranen, anderen Möwenarten und Sturmtauchern vergesellschaftet auf dem offenen Meer, wo sie Schwärmen von Heringen und anderen Schwarmfischen folgen. Sie erscheinen aber auch an der Küste, vornehmlich an felsigen Küstenabschnitten, und an Flussmündungen und Häfen.

## Nahrung
Heermannmöwen sind wie die meisten Möwenarten Nahrungsgeneralisten, die eine große Vielfalt an Meerestieren, aber auch menschlichen Abfall und Aas zu sich nehmen. Unter den Fischen überwiegen neben dem Hering die Pazifische Sardine, Sardellen und Stinte. Daneben werden auch Tintenfische und andere Mollusken sowie an Land auch Insekten und Eidechsen erbeutet. Die Beute wird meist fliegend von der Wasseroberfläche aus aufgenommen, gelegentlich taucht die Möwe auch kurz ein, ohne dabei aber ganz unterzutauchen. Am Brutplatz bilden Eier und Küken anderer Koloniebrüter, vornehmlich die der Schmuckseeschwalbe (Thalasseus elegans), eine nicht unwesentliche Nahrungsergänzung. Wie andere Möwen auch verfolgen Heermannmöwen Artgenossen oder andere Meeresvögel, die eben Nahrung gefunden haben, attackieren diese und können sie oft dazu zwingen, ihre Beute auszuwürgen oder fallen zu lassen. Vor allem Braunpelikane und Blaufußtölpel sind häufig Opfer dieses Kleptoparasitismus.

## Paarbildung und Brut
Heermannmöwen schreiten meist im 4. Lebensjahr zur ersten Brut. Ende Februar bis Anfang März erscheinen die ersten Brutvögel in den Brutkolonien. In dieser Zeit bilden sich Paare neu, alte Paarbindungen können erneuert werden. Beide Vögel bauen meist in einer natürlichen oder ausgescharrten Bodenmulde ein Nest, das lose mit verschiedenen Materialien, wie kleinen Zweigen, Grashalmen, Tang, zuweilen auch Federn ausgelegt ist. Die Nestabstände sind sehr gering, auf 100 Quadratmetern können sich 20 Nester befinden. Das Gelege besteht aus einem oder zwei Eiern; selten werden auch 3er Gelege gefunden. Bei frühem Gelegeverlust kommt es immer zu einem Nachgelege. Die mit 60 × 42 mm Größe etwa hühnereigroßen Eier sind in der Färbung individuell sehr unterschiedlich, meist aber auf grauem oder blaugrauem Untergrund braun, violett oder olivgrün gesprenkelt. Die Hauptlegezeit liegt im April, erste Gelege werden bereits in der ersten Märzdekade festgestellt, frische Nachgelege können bis Anfang Juni gefunden werden. Das Gelege wird von beiden Eltern bebrütet; die Inkubationszeit ist nicht genau bekannt, dürfte aber bei etwa 28 Tagen liegen. Die Jungen werden von beiden Eltern mit ausgewürgter Nahrung versorgt, über deren Zusammensetzung jedoch keine Informationen vorliegen. Die Nestlingszeit beträgt ungefähr 46 Tage. Inwieweit und wie lange flügge Jungmöwen weiter von ihren Eltern betreut werden, ist nicht bekannt.

## Bestand und Gefährdung
Zurzeit sind die Bestände der Heermannmöwe stabil oder nehmen sogar, wie Brutversuche weit nördlich der eigentlichen Brutgebiete, so auf Alkatraz andeuten könnten, leicht zu. Trotzdem wird die Situation dieser Art mit NT (= "Near Threatened") eingestuft, was vor allem daran liegt, dass über 90 Prozent der Weltgesamtpopulation auf einer kleinen Insel brütet, was die Art durch unvorhersehbare Umwelteinflüsse gefährdet erscheinen lässt. Der Gesamtbestand an Brutvögeln wird auf etwa 150.000 bis 200.000 Paare geschätzt. Die Anzahl der Brutvögel auf Isla Rasa schwankt von Jahr zu Jahr stark; sie erreichte 1975 mit nur 55.000 Brutpaaren einen Tiefststand, der wahrscheinlich mit ozeanischen Phänomenen, wie El Niño und der dadurch bedingten eingeschränkten Nahrungsverfügbarkeit, zusammenhängt. Zurzeit brüten etwa 120.000 bis 150.000 Paare auf der kleinen Insel, die seit 1964 Naturschutzgebiet ist und während der Brutzeit nur von Wissenschaftern und Beauftragten des mexikanischen Umweltministeriums betreten werden darf. Dadurch wurde das traditionelle Eiersammeln, das früher die Bestände stark beeinträchtigte, nahezu völlig unterbunden. Heute scheint die Hauptgefahr für diese Möwenart in der Überfischung ihrer Nahrungsgewässer zu liegen. Auch der Langleinenfischerei fallen viele Vögel zum Opfer.
Erwachsene Heermannmöwen haben nur wenige natürliche Feinde. Gelegentlich werden sie von Greifvögeln, insbesondere Wanderfalken, erbeutet. In den Brutkolonien geht von Ratten und Gelbfußmöwen die größte Gefahr für Eier und Küken aus.